# Carnas
Carnas är en kommun i departementet Gard i regionen Occitanien i södra Frankrike. Kommunen ligger i kantonen Quissac som tillhör arrondissementet Le Vigan. År 2022 hade Carnas 540 invånare.

## Befolkningsutveckling
Antalet invånare i kommunen Carnas
Referens:INSEE